# 66652 Borasisi
66652 Borasisi este o planetă minoră (Cubewano) din Obiect transneptunian. A fost descoperită pe 8 septembrie 1999 la Mauna Kea Observatories⁠(d) de David Clifford Jewitt⁠(d) și a fost numită după Borasisi⁠(d). 
Obiectul prezintă o orbită caracterizată de o semiaxă mare de 44,009293020855 de UAi, o excentricitate de 0,084, o înclinație de 0,5629 ° în raport cu ecliptica.